# Gornja Vrela
Gornja Vrela (szerbül: Горња Врела), falu Bosznia-Hercegovinában, Brod községben, a Szerb Köztársaság északi régiójában. Az egykor egységes Vrelo települést a szocialista Jugoszlávia időszakában választották szét Donja és Gornja Vrelára.

## Fekvése
A település Bosznia-Hercegovina északi részén, Dobojtól légvonalban 31, közúton 40 km-re északra, községközpontjától légvonalban 16, közúton 23 km-re délkeletre fekvő dombvidéken, 142-322 méteres magasságban fekszik.

## Népessége
| Nemzetiségi csoport | Népesség 1991 | Népesség 2013 |
| ------------------- | ------------- | ------------- |
| Szerb               | 234           | 118           |
| Bosnyák             | 2             | 4             |
| Horvát              | 366           | 0             |
| Jugoszláv           | 37            | 0             |
| Egyéb               | 17            | 0             |
| Összesen            | 656           | 122           |

## Története
A régészeti leletek tanúsága szerint Vrelo település területén már a bronzkorban is éltek emberek. Ezt bizonyítják a Donja Vrela-i Brdo nevű lelőhelyen földművelés közben megtalált bronzkori urnás temető maradványai. Vrelo középkori előzményét bizonyítja a falu nagy kiterjedésű középkori temetője, melyből 120, különféle díszítésű és alakú középkori sírkő maradt fenn.
Az egykor vegyes lakosságú Vrelo település 1878-ig tartozott az Oszmán Birodalomhoz. Ekkor a berlini kongresszus határozata alapján az Osztrák-Magyar Monarchia része lett. 1879-ben az első osztrák-magyar népszámlálás során a brodi járáshoz tartozó településnek 75 háztartása, 212 ortodox és 239 római katolikus lakosa volt. 1910-ben a Brodi járáshoz tartozó településen 127 háztartást, 354 ortodox és 351 római katolikus lakost, valamint 2-2 görög katolikust és evangélikust találtak. A monarchia szétesésével 1918-ban előbb a Szerb-Horvát-Szlovén Királyság, majd 1929-től a Jugoszláv Királyság része lett. 1921-ben a Brodi járáshoz tartozó Vrela településnek 749 lakosa volt, közülük 355 ortodox és 394 római katolikus volt.Az 1929-es törvény értelmében, amikor Bosznia-Hercegovinát négy banovinára, Drinskára, Vrbaskára, Zetskára és Primorskára osztották, a település a Vrbaska banovina (Orbászi Bánság) része lett, amelynek székhelye Banja Luka volt. 1939-ben a közigazgatás átszervezésével a Hrvatska banovina (Horvát Bánság) része lett.
A második világháborúban Jugoszlávia megszállása után a Független Horvát Állam (NDH) része lett. A második világháború után 1992-ig a település a szocialista Jugoszlávia keretében a Bosznia-Hercegovinai Népköztársaság része volt. A boszniai háború idején a falu horvát lakosságát elüldözték. A boszniai háborút lezáró daytoni békeszerződés rendelkezése alapján az ország területét felosztották a Bosznia-hercegovinai Föderáció és a boszniai Szerb Köztársaság között. A békeszerződés utáni területmegosztási megállapodás értelmében a település a Boszniai Szerb Köztársasághoz került. 

## Nevezetességei
- Szent Mihály arkangyal tiszteletére szentelt ortodox temploma. A templom mérete 11,7 x 6 méter. Az építkezés 1988-ban kezdődött az alap felszentelésével, amelyet Branko Đurić főpap szentelt fel. A templom építéséhez szükséges telket a helyi gazda, Tešan Đukić adományozta. Az építési munkálatok 2000-ben fejeződtek be, és a templomot ugyanebben az évben Vasilije, Zvornik-Tuzla püspöke szentelte fel. A fenyőfából készült ikonosztázt Pero és Dara Trifunović adományozta Gornji Višnjikből. Az ikonok kasírozottak és keretezettek.[8]

- Grčko Greblje – késő középkori temető maradványai mintegy 120, homokkőből faragott síremlékkel. A sírköveteket leggyakrabban kereszttel, csillaggal, félholddal, almával díszítették.[4]